# Pruska tajna policija
Pruska tajna policija (njemački:Preußische Geheimpolizei) je bila tajna policija Pruske od polovine 19. stoljeća pa do ranih 1920-tih. Bavila se nadzorom političkog života kao i političkim kaznenim djelima u Pruskoj.
Prestala je postojati 1933. osnivanjem Gestapa.